# Достик (Павлодарський район)
Дости́к (каз. Достық) — село у складі Павлодарського району Павлодарської області Казахстану. Входить до складу Чорноріцького сільського округу.
Населення — 415 осіб (2021; 510 у 2009, 732 у 1999, 832 у 1989).
Національний склад станом на 1989 рік:
- казахи — 65 %
- росіяни — 20 %